# Tour de Francia 1985
El 72.º Tour de Francia se disputó entre el 28 de junio y el 21 de julio de 1985 con un recorrido de 4109 km. dividido en un prólogo y 22 etapas de las que una, la decimoctava, tuvo dos sectores. Participaron 18 equipos de 10 corredores de los que solo 5 finalizaron la prueba con todos sus integrantes. El vencedor cubrió la prueba a una velocidad media de 36,232 km/h.

## Etapas
| Etapa    | Fecha  | Recorrido                           | Distancia (km) | Ganador              | Líder             |
| -------- | ------ | ----------------------------------- | -------------- | -------------------- | ----------------- |
| Prólogo  | 28 jun | Plumelec-Plumelec                   | 6,8 (CR)       | Bernard Hinault      | Bernard Hinault   |
| 1.ª      | 29 jun | Vannes-Lanester                     | 256            | Rudy Matthijs        | Eric Vanderaerden |
| 2.ª      | 30 jun | Lorient-Vitré                       | 242            | Rudy Matthijs        | Eric Vanderaerden |
| 3.ª      | 1 jul  | Vitré-Fougères                      | 73 (CRE)       | La Vie Claire        | Eric Vanderaerden |
| 4.ª      | 2 jul  | Fougères-Pont-Audemer               | 239            | Gerrit Solleveld     | Kim Andersen      |
| 5.ª      | 3 jul  | Neufchâtel-en-Bray-Roubaix          | 224            | Henri Manders        | Kim Andersen      |
| 6.ª      | 4 jul  | Roubaix-Reims                       | 221,5          | Francis Castaing     | Kim Andersen      |
| 7ª       | 5 jul  | Reims-Nancy                         | 217,5          | Ludwig Wijnants      | Kim Andersen      |
| 8.ª      | 6 jul  | Sarrebourg-Estrasburgo              | 75 (CR)        | Bernard Hinault      | Bernard Hinault   |
| 9.ª      | 7 jul  | Estrasburgo-Épinal                  | 173,5          | Maarten Ducrot       | Bernard Hinault   |
| 10.ª     | 8 jul  | Épinal-Pontarlier                   | 204,5          | Jørgen Vagn Pedersen | Bernard Hinault   |
| 11.ª     | 9 jul  | Pontarlier-Morzine-Avoriaz          | 195            | Luis Herrera         | Bernard Hinault   |
| 12.ª     | 10 jul | Morzine-Lans-en-Vercors             | 269            | Fabio Parra          | Bernard Hinault   |
| 13.ª     | 11 jul | Villard-de-Lans-Villard-de-Lans     | 31,8 (CR)      | Eric Vanderaerden    | Bernard Hinault   |
| 14.ª     | 13 jul | Autrans-Saint-Étienne               | 179            | Luis Herrera         | Bernard Hinault   |
| 15.ª     | 14 jul | Saint-Étienne-Aurillac              | 237,5          | Eduardo Chozas       | Bernard Hinault   |
| 16.ª     | 15 jul | Aurillac-Toulouse                   | 247            | Frédéric Vichot      | Bernard Hinault   |
| 17.ª     | 16 jul | Toulouse-Luz-Ardiden                | 209,5          | Pedro Delgado        | Bernard Hinault   |
| 18.ª (1) | 17 jul | Luz-Saint-Sauveur-Col d'Aubisque    | 52,5           | Stephen Roche        | Bernard Hinault   |
| 18.ª (2) | 17 jul | Laruns-Pau                          | 83,5           | Régis Simon          | Bernard Hinault   |
| 19.ª     | 18 jul | Pau-Burdeos                         | 203            | Eric Vanderaerden    | Bernard Hinault   |
| 20.ª     | 19 jul | Montpon-Ménestérol-Limoges          | 225            | Johan Lammerts       | Bernard Hinault   |
| 21.ª     | 20 jul | Lac de Vassivière-Lac de Vassivière | 47,5 (CR)      | Greg LeMond          | Bernard Hinault   |
| 22.ª     | 21 jul | Orleans-París                       | 196            | Rudy Matthijs        | Bernard Hinault   |

CR = Contrreloj individual
CRE = Contrarreloj por equipos

## Clasificación general
| Clasificación general final |              |
| --- | ------------ |
| \| 1. Bernard Hinault Francia \| 113h 24' 23" \| \| 2. Greg LeMond Estados Unidos \| + 1' 42" \| \| 3. Stephen Roche Irlanda \| + 4' 29" \| \| 4. Sean Kelly Irlanda \| + 6' 26" \| \| 5. Phil Anderson Australia \| + 7' 44" \| \| 6. Pedro Delgado España \| + 11' 53" \| \| 7. Luis Herrera Colombia \| + 12' 53" \| \| 8. Fabio Parra Colombia \| + 13' 35" \| \| 9. Eduardo Chozas España \| + 13' 56" \| \| 10. Steve Bauer Canadá \| + 14' 57" \| \| 180 participantes, 144 clasificados \| \| |              |
| 1. Bernard Hinault Francia | 113h 24' 23" |
| 2. Greg LeMond Estados Unidos | + 1' 42"     |
| 3. Stephen Roche Irlanda | + 4' 29"     |
| 4. Sean Kelly Irlanda | + 6' 26"     |
| 5. Phil Anderson Australia | + 7' 44"     |
| 6. Pedro Delgado España | + 11' 53"    |
| 7. Luis Herrera Colombia | + 12' 53"    |
| 8. Fabio Parra Colombia | + 13' 35"    |
| 9. Eduardo Chozas España | + 13' 56"    |
| 10. Steve Bauer Canadá | + 14' 57"    |
| 180 participantes, 144 clasificados |              |